# James Smith (delegato)
James Smith (Dublino, 17 settembre 1719 – York, 11 luglio 1806) è stato un avvocato e politico statunitense, nato irlandese; fu padre fondatore degli Stati Uniti e firmatario della Dichiarazione d'indipendenza come rappresentante della Pennsylvania.

## Biografia
Nacque in Irlanda e la sua famiglia immigrò nella contea di Chester, in Pennsylvania, nel 1729, dove frequentò l'Accademia della Pennsylvania. Studiò legge presso l'ufficio del fratello George e fu ammesso alla professione forense in Pennsylvania, inizialmente praticando presso Shippensburg e poi a York. Qui divenne capitano della milizia e fu nominato alla convenzione provinciale di Filadelfia nel 1775, alla convenzione costituzionale dello stato nel 1776 e venne poi eletto al Secondo congresso continentale, dove firmò la Dichiarazione di indipendenza. Venne rieletto al Congresso nel 1785, ma rifiutò l'elezione per via dell'età avanzata.
Morì l'11 luglio 1806 ed è sepolto a York, in Pennsylvania, nel cimitero presbiteriano. Un dormitorio nel Campus nord dell'Università del Delaware è intitolato a lui.